# Inmigración británica en España
La inmigración británica en España ha ido en aumento desde finales del siglo XX, convirtiendo a España en el hogar de una de las mayores poblaciones de origen británico fuera del Reino Unido. La población británica de España en 2020 fue estimada en alrededor de 262.885 habitantes.
La provincia con mayor población de origen británico en España es la provincia de Alicante (Comunidad Valenciana).

## Inmigración histórica de británicos
Ha habido cuatro siglos de inmigración, pero evidencia de la existencia de estos inmigrantes solo aparece en apellidos actuales de origen inglés o gaélico o en documentos históricos. Excepto en Gibraltar no se observa evidencia histórica de una voluntad de mantener una comunidad separada por ninguna razón social, lingüística o religiosa, después de la integración definitiva de las personas o sus descendientes en el tejido de la vida española.
Se destacan dos grupos históricos de inmigrantes importantes: 
- católicos, y gente involucrada en el mantenimiento de la iglesia católica en las islas británicas durante los siglos XVI hasta XIX (época de restricción de derechos para católicos en el Gran Bretaña e Irlanda), y militares de los levantamientos jacobitas,[5] y
- comerciantes, sobre todo en la costa de Andalucía Occidental.[6]

Del primer grupo, podemos destacar católicos, sobre todo, pero no exclusivamente, de Irlanda (entonces británica) y la fundación de colegios para la formación de religiosos. El Colegio de San Patricio en Salamanca siendo un ejemplo de un colegio de formación católica. Tampoco hay que excluir a los jacobitas y soldados que decidieron luchar para España, y luego domiciliarse en España. Véase: Fuga de los Gansos Salvajes
Del segundo grupo, existe evidencia de asentamiento de británicos dedicados a determinados negocios determinados. Un ejemplo famoso es el Grupo Osborne fundado en el siglo XVIII por británicos.
A continuación, la inmigración del 1998 al 2020.

## Tamaño actual de la población
| Evolución de población extranjera de nacionalidad británica en España entre 1998 y 2020 |
|                                                                                         |

Según el Institute of Public Research en su informe de 2006, se trataría de 761000 inmigrantes británicos
residentes en España.
Los efectos persistentes de la crisis de la eurozona, la propia crisis económica en Gran Bretaña, el bajón en el valor de la propiedad y un mercado de trabajo en disminución han contribuido al éxodo, la reducción de la población total de España por segundo año consecutivo pero también una disminución de los colectivos extranjeros europeos.
Registros Ayuntamiento a través del país registraron una fuerte caída en los británicos, que cae un 23 por ciento de 385,179 en 1 de enero del año pasado a 297.229 a finales de diciembre.
Otros expatriados europeos también están tomando su permiso - la población alemana registrado se redujo en un 23,6 por ciento a 138.917 y la población francesa en un 12,7 por ciento a poco más de 100.000. La única nacionalidad a aumentar su presencia en España fueron los chinos.

## Representación

### En la vida política de España
Los que no tienen nacionalidad española, no pueden votar ni representar el pueblo en el gobierno nacional ni en comunidades autónomas. Sin embargo, El Mundo (periódico nacional) notó (2008) que "Los ciudadanos comunitarios que residen en un Estado miembro distinto al de su origen pueden votar y presentarse como candidatos en las elecciones municipales. La mayoría (elegidos como concejales o alcaldes) son de nacionalidad británica, concretamente del Reino Unido". En aquel año el total de concejales británicos sumó 37.

### En los espectáculos y en la vida cultural de España
En el mundo del espectáculo personajes de origen británico destacables son Michael Robinson (presentador, deportista), James Rhodes (pianista, luego se nacionalizó español), Sandra Sutherland (presentadora, periodista RTVE) y Francis Evans Kelly (torero).
Una contribución excepcional de los británicos ha sido en el campo de la historia del siglo XX en España. Ian Gibson, es irlandés vive en España y tiene nacionalidad española, y forma parte de un grupo de hispanistas británicos; incluyendo Hugh Thomas, Paul Preston y Raymond Carr, que han podido investigar asuntos relacionados con la guerra civil, Francisco Franco y la segunda república.

## Preocupaciones sobre su integración en general

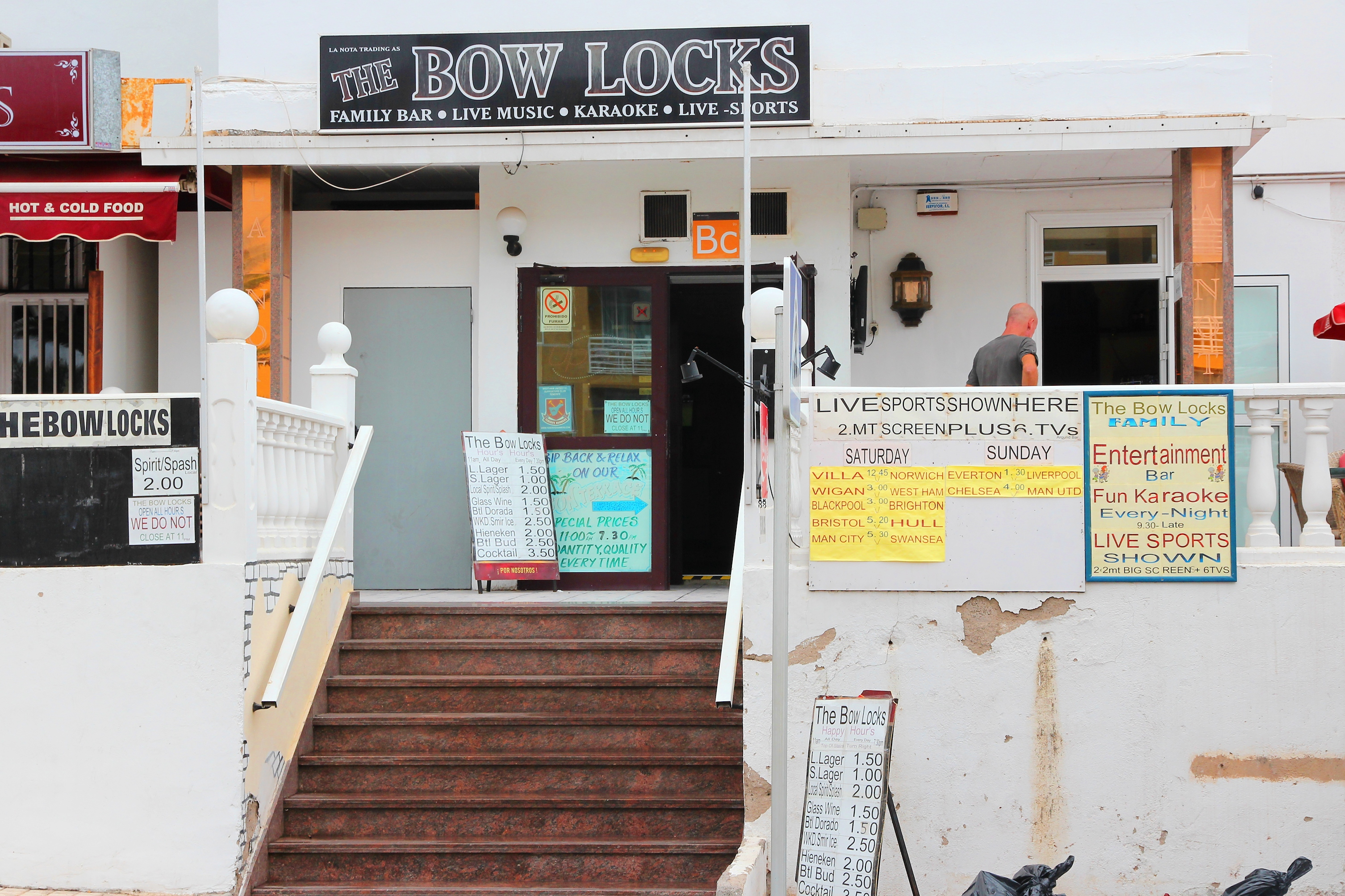
Bar deportivo británico en Tenerife.

Estudios de poblaciones indican que unos sectores de la inmigración británica tienen problemas de integración social y en el uso de lenguas oficiales nativas (idioma español y lenguas cooficiales en algunas regiones).
Mientras el nivel de integración encontrado en estudios parece problemático para la cohesión social de las zonas de más inmigración, hay que tener en cuenta rasgos especiales sobre las investigaciones y sus resultados:
- los estudios sólo se han enfocado en los británicos de la primera generación y en los que participan en actividades sociales de interés a personas de habla inglesa. Inmigrantes de la segunda generación, y los que viven en un ámbito completamente español, y los que ya no usan su antigua nacionalidad, naturalmente no serán fáciles de ser investigados.
- ya que mucha de la inmigración es un producto de los años noventa y del siglo XXI, la proporción de personas recién llegadas será bastante alta en cualquier estudio.
- un porcentaje del empleo de los británicos está en el uso y enseñanza de la lengua inglesa, y por naturaleza; los puestos de trabajo necesitan gente que usa habitualmente el inglés;[13] Este hecho puede desincentivar una integración lingüista en corto plazo.
- una fuerte atracción para británicos que contempla un traslado a España, es la disponibilidad de trabajos con la lengua sin la necesidad de aprender una lengua española, y la aprobación de españoles que quieren hablar inglés, con nativos en la lengua.[14]
- puede que los estudios estén buscando un estereotipo negativo de británicos, en parte debido a que una proporción de turistas británicos en España son jóvenes y de clase obrera. La oferta significativa en España de vuelos, hostelería y vida nocturna de bajo coste enfocada en consumidores británicos, es conocida.[15]

A pesar de inquietud sobre la integración, existe una tolerancia o visión poco negativa a británicos residentes en España

## Distribución de la población
En 2015 el 32,3% de los británicos que residentes en España  residían en la Comunidad Valenciana, principalmente en la provincia de Alicante.
Según información recogida por la INE (Instituto Nacional de Estadística), la población se divide según la tabla a continuación:
| Comunidad Autónoma          | Población |
| --------------------------- | --------- |
| Comunidad Valenciana        | 82 028    |
| Andalucía                   | 79 335    |
| Canarias                    | 27 256    |
| Cataluña                    | 18 582    |
| Islas Baleares              | 16 126    |
| Región de Murcia            | 13 696    |
| Comunidad de Madrid         | 9013      |
| Otras comunidades autónomas | 7894      |

En el siguiente mapa se muestran principales asentamientos en España: